# Dorfkirche Ladeburg (Brandenburg)

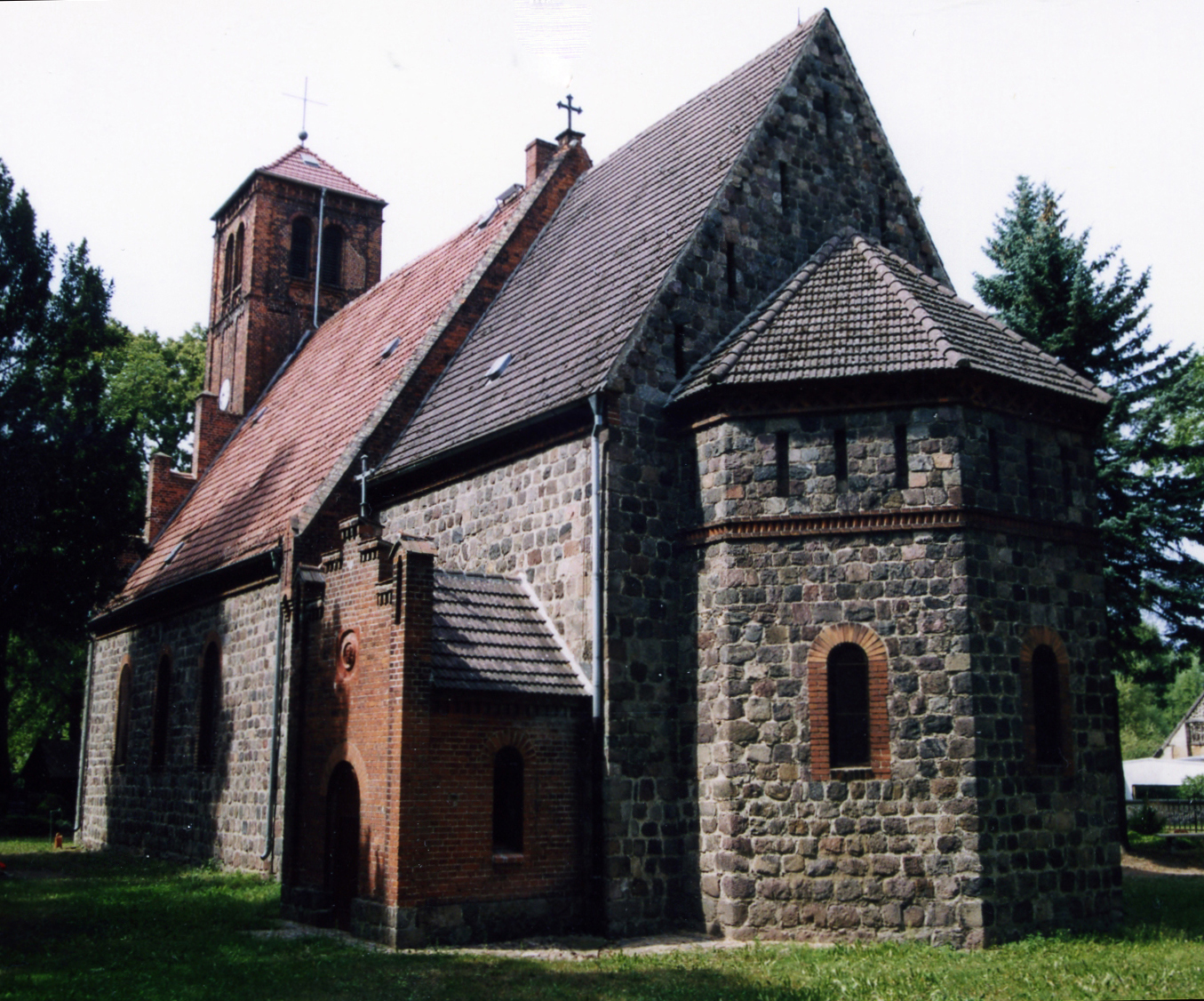
Dorfkirche Ladeburg

Die evangelische Dorfkirche Ladeburg ist ein Feldsteinquaderbau des 13. Jahrhunderts mit einem vierfach gestaffelten Grundriss, der Apsis, eingezogenen Chor, Langhaus und Turm umfasst. Der Turm besteht jedoch aus Backstein und wurde erst 1853 im Rahmen einer umfassenden Überformung hinzugefügt, ebenso der sakristeiähnliche Anbau auf der Südseite des Chors. Die Kirche liegt auf dem dreieckigen Dorfanger neben dem Dorfpfuhl inmitten der kreuzförmigen Dorfanlage.

## Besonderheiten
Die Dorfkirche von Ladeburg ist für die Dorfkirchenforschung von ganz besonderem Interesse, und zwar aus drei Gründen:

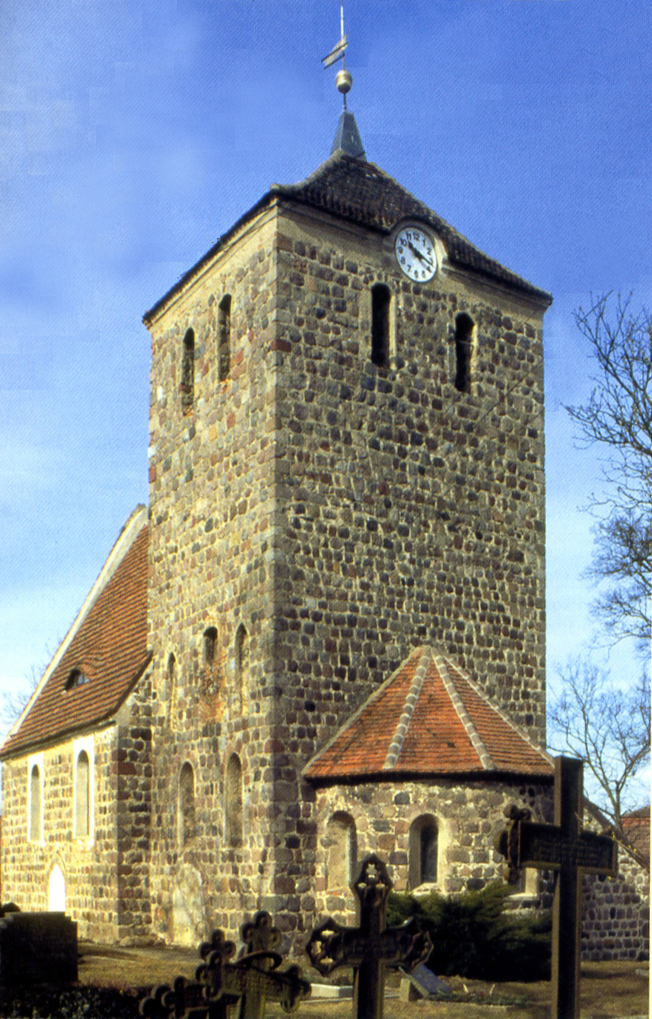
Die Dorfkirche von Ladeburg hatte ursprünglich ein ähnliches Aussehen wie die Chorturmkirche von Grünow bei Angermünde.

1. Die Apsis ist nicht wie üblich halbrund, sondern fünfseitig und damit einzigartig auf dem Barnim. Da die Apsis beim Umbau mit gleichartig aussehendem Feldsteinmauerwerk aufgestockt wurde, läge der Verdacht nahe, dass sie insgesamt erst 1853 erbaut worden wäre. Da jedoch im nahe liegenden Zepernick ebenfalls eine (heute nicht mehr bestehende) fünfseitige Apsis nachgewiesen werden kann, ist sie offenbar in ihrer fünfseitigen Form ursprünglich.[1]
2. Die Kirche war ursprünglich eine Chorturmkirche, die einzige auf dem Barnim und mit der Dorfkirche Grünow (bei Angermünde) die beiden einzigen Bauten dieses Grundrisstyps östlich der Elbe. Anders als sonst üblich steht bei der Chorturmkirche der Turm nicht westlich des Langhauses, sondern – quasi entgegengesetzt – auf den Mauern des Chors. Wegen dieses völlig ungewohnten Aussehens trug das Dorf noch im 19. Jahrhundert den Namen „Verkehrt Ladeburg“ (ebenso wie auch „Verkehrt Grünow“).[2] Die Turmgeschosse oberhalb des Chors wurden beim Umbau 1853 abgetragen; stattdessen wurde der Backsteinturm an der üblichen Westseite erbaut (vielleicht auch um den als diskriminierend empfundenen Dorfnamen „Verkehrt Ladeburg“ loszuwerden).
3. Diese beiden Besonderheiten werfen die Frage nach den Gründen ihrer Einzigartigkeit auf. Es liegt die Frage nahe, ob sie etwas über die Herkunft der Erbauer verraten, die sie möglicherweise als Vorbild hätten mitbringen können. Der Ortsname ist unstrittig von Ladeburg Kr. Anhalt-Zerbst (ca. 3 km nördlich von Leitzkau) übernommen worden, was eine einleuchtende Beziehung darstellt. Es gibt heute in Deutschland keinen anderen Ort gleichen Namens. Beide Ladeburgs liegen also im prinzipiell chorturmlosen Gebiet östlich der Elbe.

Angesichts von 13 möglichen Grundrisstypen stellt sich immer wieder die Frage, welche Gründe die Bauherren bewogen haben mögen, für ihr Dorf gerade diesen Grundrisstyp auszuwählen. In Ladeburg bestünde wegen der Eindeutigkeit der Ortsnamensübertragung und der Seltenheit des Grundrisstyps die „einmalige“ Gelegenheit des Nachweises, dass tatsächlich, wie oft behauptet, die Herkunft der Erbauer (Bauleute, Siedler, Lokator oder Grundherr) dabei eine Rolle gespielt haben. Jedoch war die Dorfkirche von Ladeburg bei Leitzkau ursprünglich ein siebenachsiger Hau- und Bruchsteinsaalbau mit Westquerturm, der also weder eingezogenen Chor noch Apsis besaß (und der auf dem Barnim am ehesten Parallelen zu Beiersdorf, Neuenhagen und Batzlow hätte). Die Herkunft der Erbauer kann also nicht die Rolle gespielt haben, die ihr oft zugeschrieben wird. Immerhin ist anzunehmen, dass diese in diesem Fall aus dem Raum zwischen Harz, Thüringer Wald und Erzgebirge gekommen sind, wo die Chorturmkirche der häufigste Grundrisstyp ist.

## Ursprungsbau ein „askanischer Wehrturm“?
In der Dorfkirche Ladeburg sind wiederholt Ausstellungen gezeigt worden, die als Besonderheit herausstellten, dass die Kirche als Anbau an einen älteren „askanischen Wehrturm“ entstanden sei. Mangels schriftlicher Nachrichten kann diese Hypothese nur auf der zutreffenden Beobachtung beruhen, dass die Chorwände über ein ungewöhnliches dickes Mauerwerk verfügen (um einen ursprünglich vorhandenen Turm zu tragen).
Offenbar in Unkenntnis des östlich der Elbe äußerst seltenen Grundrisstyps „Chorturmkirche“ ist dem Urheber der Hypothese zur Erklärung nichts Naheliegenderes eingefallen, als einen „Wehrturm“ aus der frühen askanischen Siedlungsphase zu behaupten. Dazu beigetragen haben überkommene Vorstellungen von der askanischen Siedlungsgeschichte, früher „Ostkolonisation“, heute „hochmittelalterlicher Landesausbau in der Germania Slavica“ genannt (vgl. Problematische heimatkundliche Vorstellungen über Dorfkirchen). Beispiele:
Willy Hoppe (1925): „Um die Wende des 12. und 13. Jahrhunderts war der Teltow noch ein slawisches Gebiet (…) Allmählich drang also der Deutsche in das Land ein. Er mußte natürlich auf seiner Hut sein und sich, ähnlich wie wir es bei unseren afrikanischen Kolonien getan haben, militärisch sichern. (…) Daher nutzte man ein Bauwerk inmitten des Dorfes auch für militärische Zwecke aus: die Kirche.“
Vor diesem Hintergrund hatte Werner Gley (1926) eine „Etappenstraße“ von Berlin über Blumberg, Werneuchen, Beiersdorf, Heckelberg und Hohenfinow nach Oderberg behauptet, wo mit der Errichtung einer Burg 1214 durch die Askanier erstmals ihre Präsenz auf dem Barnim deutlich wird. Hans Mundt (1932) hat zwar den Begriff der „Etappenstraße“ (im Sinne von Nachschubstraße) relativiert, führt aber aus: „Sucht man nach einer Verbindung, die militärischen Zwecken dient, so kann diese nur von Spandau über Bernau nach Oderberg gegangen sein.“
Diese hätte dann von Bernau über Heckelberg und Hohenfinow gehen müssen. Obwohl Ladeburg zu weit nördlich dieser Straße liegt, hat offenbar die Hypothese der „Etappenstraße“ zur Hypothese des „askanischen Wehrturms“ als Sicherung einer Straßenverbindung beigetragen, wenn auch nicht schon in den 30er Jahren, sondern erst in den 80ern, als schon deutlich andere Vorstellungen von der weniger militärisch bestimmten Siedlungsgeschichte bestanden.
Der gravierendste Einwand gegen die Hypothese eines „Wehrturms“ ist der Umstand, dass es für einen Feldsteinquaderturm mit quadratischem Grundriss kein einziges Vergleichsbeispiel gäbe:
- Die ersten bekannten Steingebäude auf dem Barnim sind die (Feldstein-)Kirchen, die zwischen 1250 und 1280 errichtet wurden.[9] Es handelt sich nicht nur um Dorfkirchen, sondern auch um städtische Pfarrkirchen (Bernau, Biesenthal, Strausberg usw.). Lediglich in Altlandsberg wurden Dendrodaten von 1241 und 1249 gefunden. Ein „askanischer Wehrturm“ zur Sicherung einer Straßenverbindung in der Frühphase der askanischen Aufsiedlung (ab 1214) müsste jedoch älter sein als 1240.
- Die ersten bekannten steinernen Wehrtürme stehen in Berlin-Spandau (Juliusturm, 1. Hälfte des 13. Jahrhunderts laut Dehio) und Stolpe bei Angermünde („Grützpott“, „wohl 13. Jahrhundert“ laut Dehio). Diese Türme sind aber rund, bei weitaus größerem Durchmesser.
- Bei Türmen auf quadratischem Grundriss mit Wehrfunktion könnte allenfalls an adelige Wohntürme gedacht werden, wie sie aus archäologischen Funden in Berlin-Tempelhof (14. Jahrhundert) und Berlin-Rosenthal (2. Hälfte des 13. Jahrhunderts) bekannt sind. Bei ihnen bestand laut erforschten Vergleichsbeispielen aber nur das Untergeschoss aus Feldstein, die Obergeschosse jedoch aus Fachwerk.

Schließlich: Es gibt keinerlei Hinweis auf einen nachträglichen Anbau von Apsis und Langhaus an den Turm: Das Mauerwerk ist gleichartig, und Baunähte sind nicht erkennbar.